# Акжольський сільський округ (Акжаїцький район)
Акжо́льський сільський округ (каз. Ақжол ауылдық округі, рос. Акжольский сельский округ) — адміністративна одиниця у складі Акжаїцького району Західноказахстанської області Казахстану. Адміністративний центр — село Лбіщенське.
Населення — 2139 осіб (2021; 2559 у 2009, 2813 у 1999, 2656 у 1989).
Станом на 1989 рік існувала Лбіщенська сільська рада (села Кордон, Лбіщенське, Нефтепровод, Прогрес, Тналієво).

## Склад
До складу округу входять такі населені пункти:
| Населений пункт   | Старі назви                               | Населення, осіб (1989) | Населення, осіб (1999) | Населення, осіб (2009) | Населення, осіб (2021) |
| ----------------- | ----------------------------------------- | ---------------------- | ---------------------- | ---------------------- | ---------------------- |
| Бітілеу, село     | Кордон                                    | 258                    | 326                    | 272                    | 214                    |
| Кабил, село       | Прогрес, отділення №2 совхоза Лбіщенський | 505                    | 495                    | 455                    | 371                    |
| Лбіщенське, село  | -                                         | 1400                   | 1603                   | 1525                   | 1356                   |
| Нефтепровод, село | -                                         | 145                    | -                      | -                      | -                      |
| Тіналі, село      | Тналієво, ферма №1 совхоза Лбіщенський    | 348                    | 389                    | 307                    | 198                    |